# Marco Paixão
Marco Filipe Lopes Paixão (* 19. September 1984 in Sesimbra) ist ein portugiesischer Fußballspieler, der als Stürmer fungiert.

## Karriere
In der polnischen Saison 2016/17 wurde er mit 18 Toren gemeinsam mit Marcin Robak von Lech Posen Torschützenkönig.
Ab dem Sommer 2018 stand er beim türkischen Zweitligisten Altay İzmir unter Vertrag, bei dem er in den Spielzeiten 2018/19, 2019/20 und 2020/21 dreimal hintereinander Torschützenkönig der türkischen TFF 1. Lig wurde. 2021 stieg er mit der Mannschaft in die Süper Lig auf, aus der man nach nur einem Jahr 2022 jedoch wieder abstieg. In der anschließenden Saison 2022/23 wurde er erneut Zweitliga-Torschützenkönig.
Anfang 2024 wechselte er zum Ligakonkurrenten Şanlıurfaspor.